# Колесалвети
Колесалвети (итал. Collesalvetti) је насеље у Италији у округу Ливорно, региону Тоскана.
Према процени из 2011. у насељу је живело 3530 становника. Насеље се налази на надморској висини од 24 м.

## Становништво
| 1936.  | 1951.  | 1961.  | 1971.  | 1981.  | 1991.  | 2001.  | 2011.  |
| ------ | ------ | ------ | ------ | ------ | ------ | ------ | ------ |
| 10.027 | 10.825 | 10.395 | 10.285 | 14.346 | 15.087 | 15.871 | 16.707 |